# Schleimhaut

Schematischer Querschnitt durch den Darm

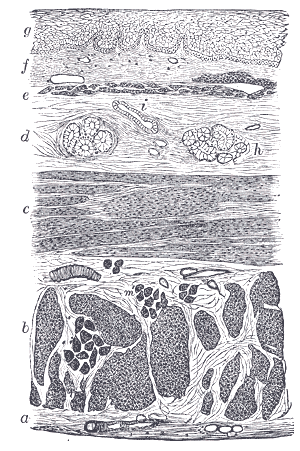
Querschnitt durch die Schleimhaut der Speiseröhre:
g: Lamina epithelialis mucosae
f: Lamina propria mucosae
e: Lamina muscularis mucosae (gehört zur Lamina propria)

Als Schleimhaut, in der medizinischen Nomenklatur Tunica mucosa (von lat. tunica „Haut, Gewebe(schicht)“ und mucus, „Schleim“) oder kurz Mukosa genannt, wird die Schutzschicht bezeichnet, die das Innere von Hohlorganen auskleidet. Schleimhäute befinden sich in der Mundhöhle und in der Nasenhöhle. Auch die Bindehaut des Auges, die Wandungen der Vagina, die Deckschicht der Eichel der Klitoris, der Eichel des Penis sowie die Innenseite der Penisvorhaut sind Schleimhäute. Im Gegensatz zur äußerlichen Haut besitzt die Schleimhaut keine Hornschicht und keine Haare. Wesentlich (und namensgebend) für Schleimhäute ist die Produktion von Schleimstoffen, den Mucinen.

## Aufbau
Eine Schleimhaut besteht aus einer Epithelschicht (Lamina epithelialis mucosae), einer epithelialen Muskelschicht (Lamina muscularis mucosae) und einer dazwischenliegenden Schicht aus Bindegewebe (Lamina propria mucosae).
Das Epithel kann einschichtig (z. B. Darm) oder mehrschichtig (z. B. Mundhöhle) sein. Bei einigen Organen kann das Epithel oberflächlich auch eine spezifische Verhornung zeigen (z. B. Vormägen der Wiederkäuer). Häufig findet man auf den Epithelzellen Oberflächenvergrößerungen in Form von Mikrovilli, zum Teil auch Kinozilien und Stereozilien.
Die Eigenschicht enthält zumeist Drüsen (Drüsenschleimhaut), die die Schleimhaut feucht halten. Sie kann aber auch drüsenlos sein (sogenannte kutane Schleimhaut, z. B. Vagina), hier übernehmen die vom Epithel abgegebene Flüssigkeit und/oder die Drüsensekrete angrenzender Abschnitte die Bildung des Flüssigkeitsfilms. Nur im Bereich des Magen-Darm-Trakts liegt in die Eigenschicht eingebettet eine schmale Muskelschicht, die Lamina muscularis mucosae. Während der Begriff „Schleimhaut“ auch für drüsenlose Auskleidungen innerer Organe in der Tieranatomie generell üblich ist, wird dies in der humananatomischen Literatur nicht einheitlich gehandhabt. Einige Autoren verzichten bei drüsenlosen Bildungen auf einen Oberbegriff für Epithel und Lamina propria.

## Funktion

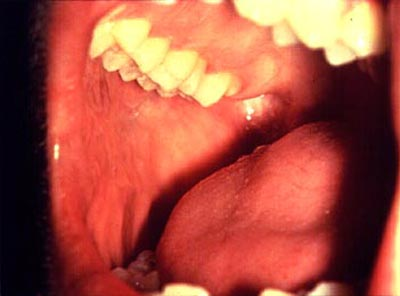
Bukkale Wangenschleimhaut

Schleimhäute dienen der mechanischen Abgrenzung der Organoberfläche. Viele Schleimhäute haben die Eigenschaft, durch aktive Transportproteine (z. B. Glucosetransporter) an der Schleimhautoberfläche Moleküle in eine bestimmte Richtung zu transportieren, und ermöglichen somit sowohl Sekretions- als auch Resorptionsprozesse. In der Eigenschicht finden sich häufig Lymphknötchen. Schleimhäute können Immunglobuline (vor allem IgA) absondern und haben so eine wichtige Schutzfunktion gegen eindringende Krankheitserreger. Diese durch das „Schleimhaut-assoziierte lymphatische Gewebe“ bzw. MALT (von engl. mucosa associated lymphoid tissue) vermittelte und durch IgA realisierte spezifische Infektabwehr wird auch als Schleimhautimmunität (engl.: mucosal immunity) bezeichnet.

## Beispiele
- Darmschleimhaut
- Gebärmutterschleimhaut
- Magenschleimhaut
- Mukosablock
- Mundschleimhaut
- Nasenschleimhaut
- Vaginalschleimhaut

## Krankheiten
- Blennorrhoe, eine eiternde Schleimhaut

## Spezielle Behandlungen
- Mukosektomie, Abtragung der Schleimhaut